# Каскадні гори
Каскадні гори (англ. Cascade Range) — одне з головних гірських пасм Північної Америки, що тягнеться від Британської Колумбії до північної Каліфорнії. Він включає невулканічні гори та відомі вулкани, так звані Високі Каскади.
У штаті Вашингтон відомими горами є: Рейнір, Сент-Хеленс.
У Орегоні головними горами є: Маунт-Худ, Сістерс, Бачелор.